# Saint-Bresson (Gard)
Saint-Bresson è un comune francese di 62 abitanti situato nel dipartimento del Gard, nella regione dell'Occitania.

## Società

### Evoluzione demografica
Abitanti censiti